# Angustalius
Angustalius là một chi bướm đêm thuộc họ Crambidae.

## Species
- Angustalius besucheti (Bleszynski, 1963)
- Angustalius casandra Bassi in Bassi & Trematerra, 2014
- Angustalius ditaeniellus Marion, 1954
- Angustalius malacelloides (Bleszynski, 1955)
- Angustalius malacellus (Duponchel, 1836)
- Angustalius philippiellus Viette, 1970

## Former species
- Angustalius hapaliscus (Zeller, 1852)